# Celleporaria valligera
Celleporaria valligera är en mossdjursart som beskrevs av Harmer 1957. Celleporaria valligera ingår i släktet Celleporaria och familjen Lepraliellidae. Inga underarter finns listade i Catalogue of Life.